# Katholischer Friedhof Hochstraße (Wuppertal)

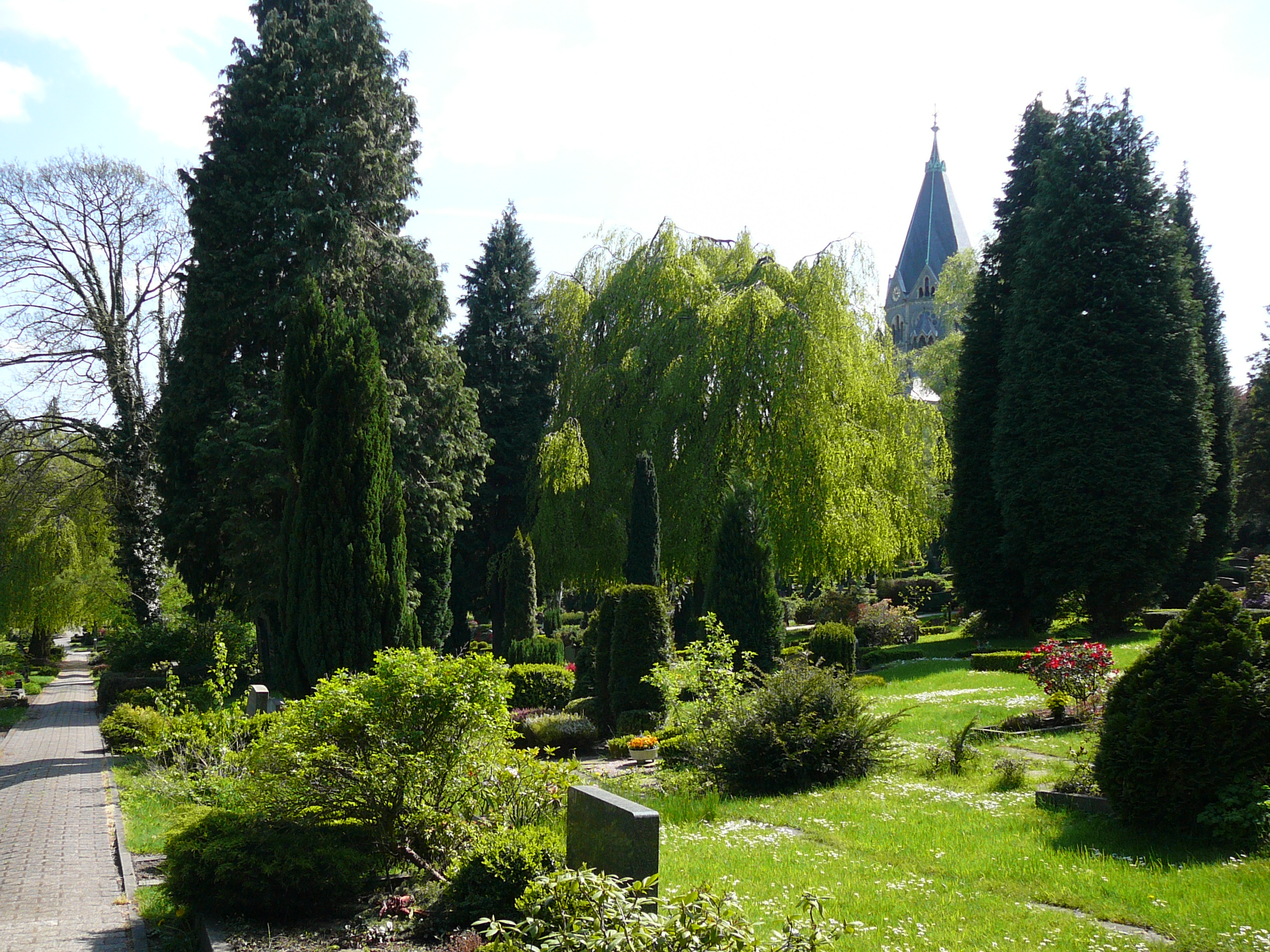
Blick über den Friedhof, im Hintergrund die Friedhofskirche

Der Katholische Friedhof Hochstraße ist neben dem Lutherischen und dem Reformierten Friedhof einer der drei Friedhöfe an der Hochstraße im Wuppertaler Stadtteil Elberfeld.

## Geschichte
Der katholischen Gemeinde Elberfelds mangelte es zu Beginn des 19. Jahrhunderts an einem zentralen Gemeindefriedhof. Der einzige katholische Friedhof der Pfarrgemeinde war damals der kleine Friedhof am Höchsten, welcher schon lange den Anforderungen nicht mehr gerecht wurde. Ab 1832 fanden Gespräche der katholischen mit der reformierten Gemeinde Elberfelds statt, welche die Anlage eines großen Zentralfriedhofes auf einem gemeindeeigenen Grundstück auf dem Elberfelder Dorrenberg zum Gegenstand hatten. 1843 kaufte die katholische Gemeinde das knapp anderthalb Hektar große Gelände der reformierten Gemeinde ab, und nach umfangreichen Herrichtungsarbeiten konnten ab dem 20. März 1845 die ersten Grabstätten verpachtet werden. Begrenzt wird der Friedhof, welcher heute über etwa 4500 Grabstellen verfügt, von der Hochstraße im Westen und der Malerstraße im Norden, das nach Osten stark abfallende Gelände geht am Süd- und Ostende in die Wohnbebauung des Ölbergs über.

## Kapelle

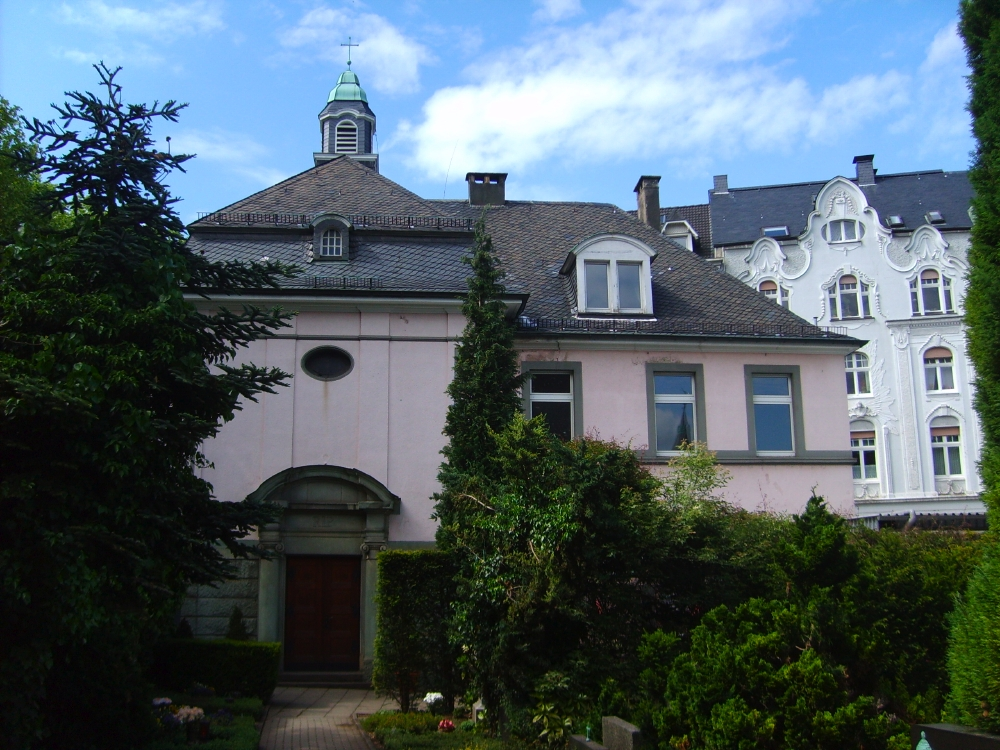
Die Friedhofskapelle

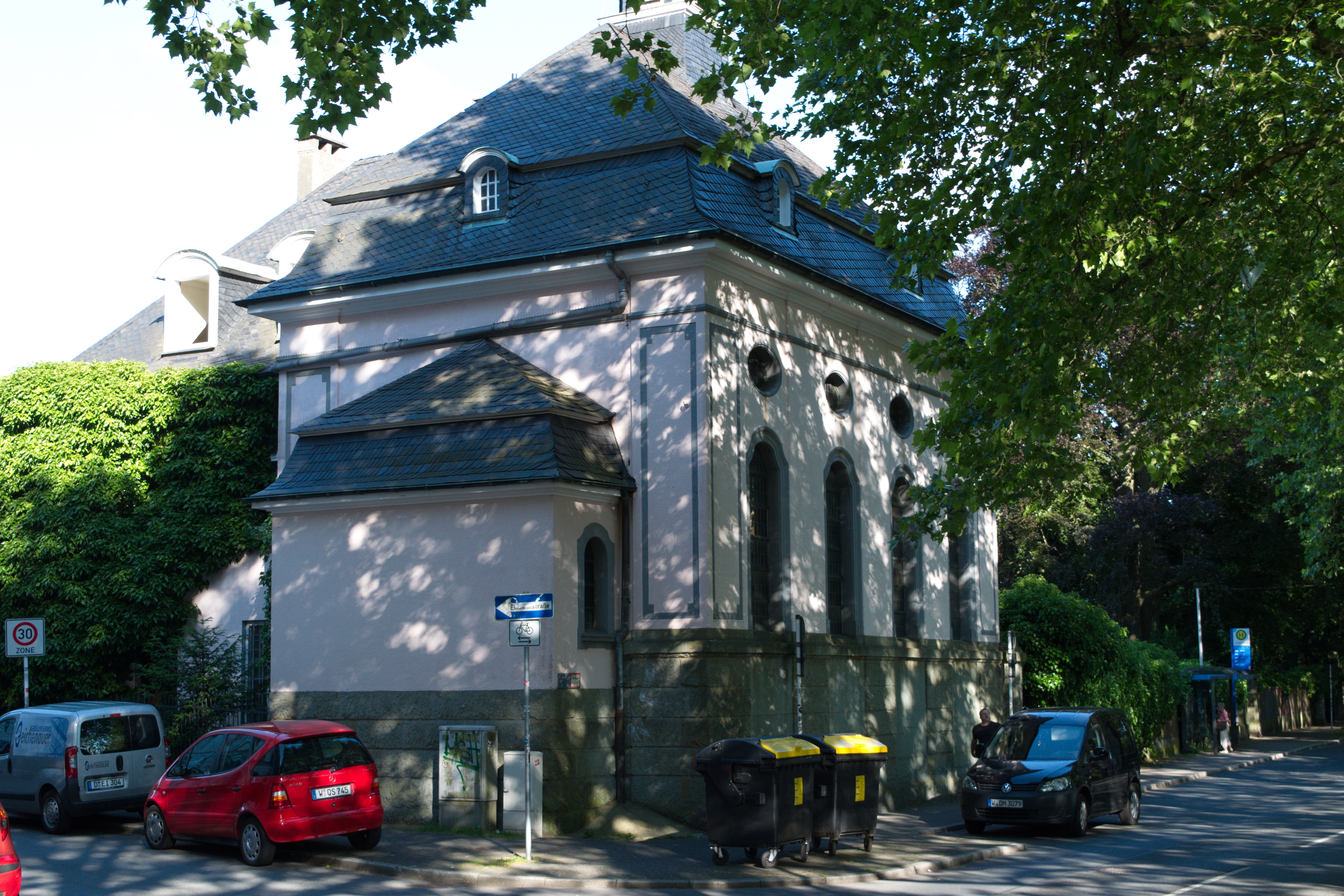
Ansicht von Norden

Zunächst verfügte der Friedhof über viele Jahre über keine Friedhofskapelle, die Beisetzungsfeiern fanden unter freiem Himmel statt. Erst 1911 konnte mit dem Bau einer Kapelle begonnen werden, welche nach sechs Monaten Bauzeit eingeweiht wurde. Ausgeführt wurden die Arbeiten durch den Wuppertaler Architekten Friedrich Vogt. Zugleich entstand ein Gebäudekomplex mit Gärtnerei, Sakristei und einer Wohnung für den Friedhofswärter.

### Baubeschreibung
Die mit ihrem Fundament in die Straßenecke Hochstraße/Malerstraße in die Friedhofsmauer integrierte Kapelle ist ein eingeschossiger Kapellenbau in Massivbauweise mit angrenzendem zweigeschossigen Gebäudekomplex an der Malerstraße. Das durchweg im Stil des Bergischen Neobarock erbaute Gebäude ist auf einen verhältnismäßig hohen Gebäudesockel gesetzt, welcher aus grob behauenem Quadersandstein errichtet wurde. Ein Choranbau befindet sich an der Nordseite der Kapelle zur Malerstraße hin versetzt. Gegliedert wird das nach Norden ausgerichtete Gebäude von vier hohen, abgerundeten Fenstern an der Westseite, wohingegen an der Ostseite der Kapelle der zweigeschossige Gebäudekomplex angrenzt. Die vier Fenster werden jeweils noch von einem Rundfenster gekrönt, welche wiederum von einem Karniesbogen abgeschlossen werden. An die Südseite vorgezogen befindet sich auf dem schiefergedeckten Mansarddach ein kleiner Dachreiter mit vier Schallöffnungen, welcher eine einfache Glocke mit dem Schlagton f2 beherbergt.
Im Innenraum präsentierte sich der Kapellenbau zum Zeitpunkt seiner Eröffnung äußerst schlicht. Erst 1930 wurde mit einer prächtigen neobarocken Ausmalung der Decke und des Altarbereichs begonnen, welche unter dem Titel Emporsteigen des Gesegneten Vaters von Wilhelm Ritterbach ausgeführt wurde. In den 1950er Jahren wurden diese als nicht mehr zeitgemäß empfundenen Ausmalungen übertüncht.
Im Zuge einer Restaurierung der Kapelle wurde angestrebt, die Malerei wieder freizulegen. Wegen des schlechten Erhaltungszustands wurde der Plan aber verworfen.
Die Wiedereinweihung der sanierten Kapelle erfolgte am 1. November 1975.
Im Oktober 2016 wurde von der Laurentiusbruderschaft für die Kapelle ein barockes Marienbildnis mit dem Titel „Maria vom Trost“ gestiftet. Es findet sich links des Chorbogens in einem Wandschrein.

### Orgel
Aus liturgischen Gründen verzichtete man, anders als auf den evangelischen Friedhöfen, bei den katholischen Friedhofskapellen auf die Anschaffung einer Pfeifenorgel, meist zugunsten eines elektronischen Instrumentes. Seit 1983 diente ein Elektronium aus dem Hause Johannus aus den Niederlanden der musikalischen Untermalung der Beerdigungsfeiern, welches anschließend den Schwestern des St. Joseph-Krankenhauses übergeben wurde. Man übernahm als Ersatz die Kleinorgel aus der 1998 geschlossenen Kapelle St. Stephanus am Katernberg, welche 1999 abgerissen wurde.
| Manual C–f3 |                 |    |
| 1.          | Prinzipal       | 8′ |
| 2.          | Lieblichgedackt | 8′ |
| 3.          | Harmonieflöte   | 8′ |
| 4.          | Aeoline         | 8' |
| 5.          | Octave          | 4′ |
| 6.          | Dolce           | 4′ |

| Pedal C–g0 |
| angehängt  |

### Nutzung
Die Kapelle wird heute für die Begräbnisriten genutzt. 
Jeden Samstag wird der Rosenkranz für die Verstorbenen gebetet. 
An den Sonntagen im Mai finden seit 2018 Maiandachten statt. 
Im September ist die Kapelle ein Ort des Gebetes am Tag des ewigen Gebetes in der Laurentiusgemeinde. 
Darüber hinaus feiert die Laurentiusbruderschaft regelmäßig ihre Gottesdienste in der Kapelle.

### Denkmalschutz
Die Kapelle steht aufgrund ihrer Bedeutung für den Bergischen Neobarock sowie aufgrund ihrer städtebaulich relevanten Lage seit dem 13. Dezember 1995 unter Denkmalschutz.

## Persönlichkeiten
Auf dem katholischen Friedhof Hochstraße finden sich unter anderem die Gräber folgender, in der Stadtgeschichte Wuppertals bedeutender Personen:
- Johann Gregor Breuer (1821–1897), Lehrer und Sozialpädagoge
- Georg Abeler (1906–1981), Goldschmiedemeister, Uhrmacher und Gründer des Wuppertaler Uhrenmuseums
- Johann Carl Fuhlrott (1803–1877), Naturforscher
- Guido Jendritzko (1925–2009), Maler und Bildhauer

## Galerie

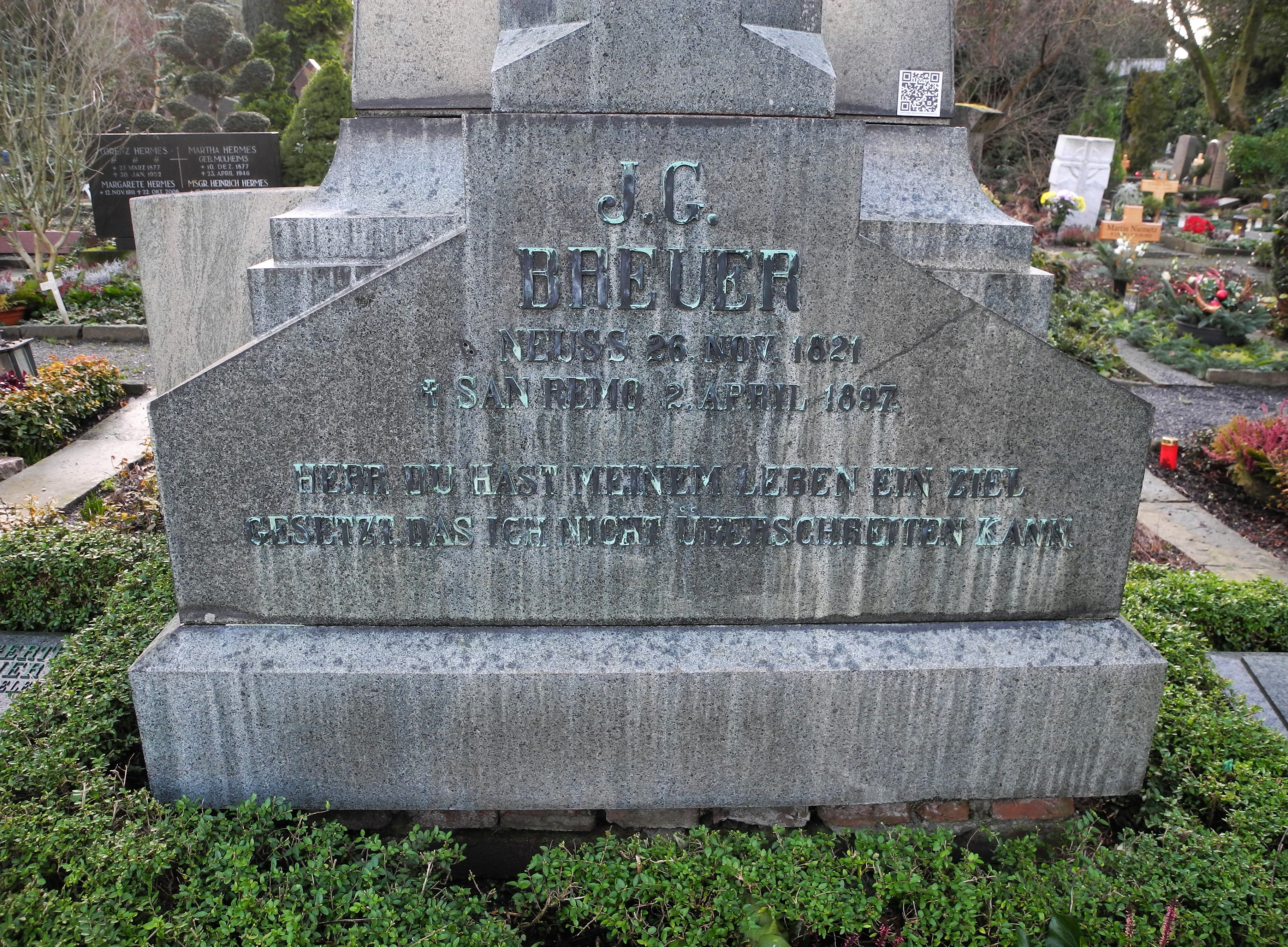
Grabstätte Johann Gregor Breuer
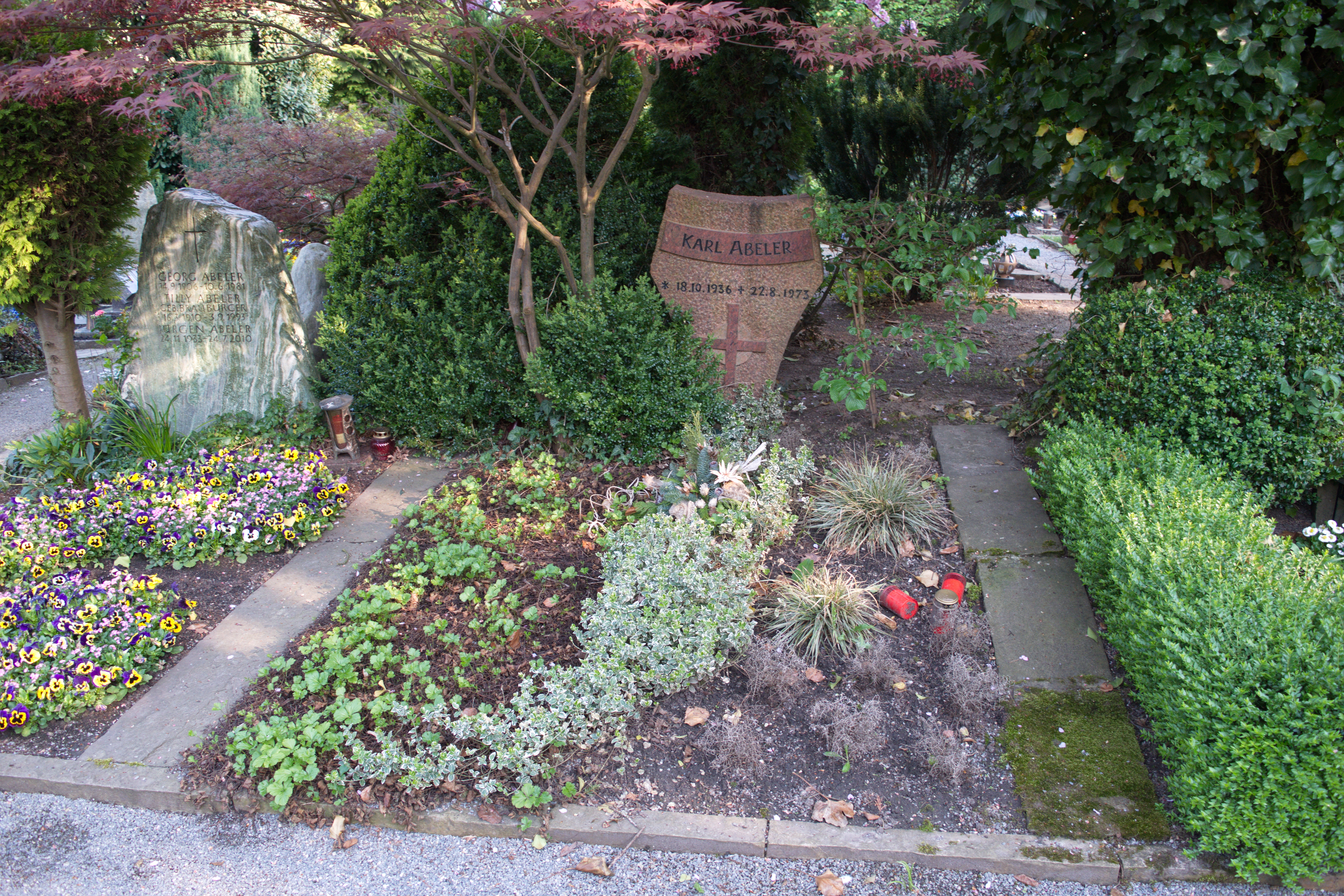
Grabstätte Familie Georg Abeler
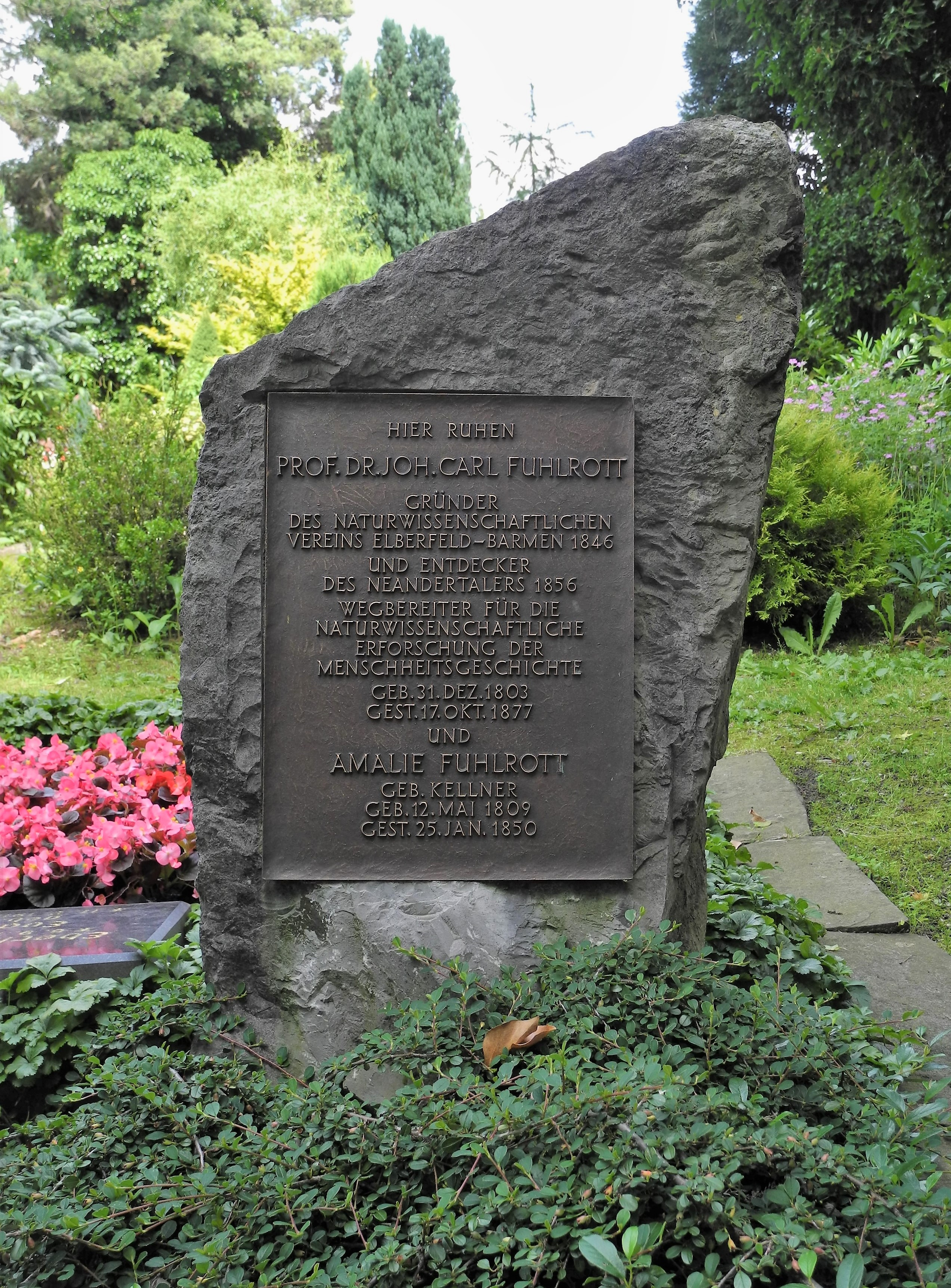
Grabstein Carl Fuhlrotts und seiner Frau Amalie
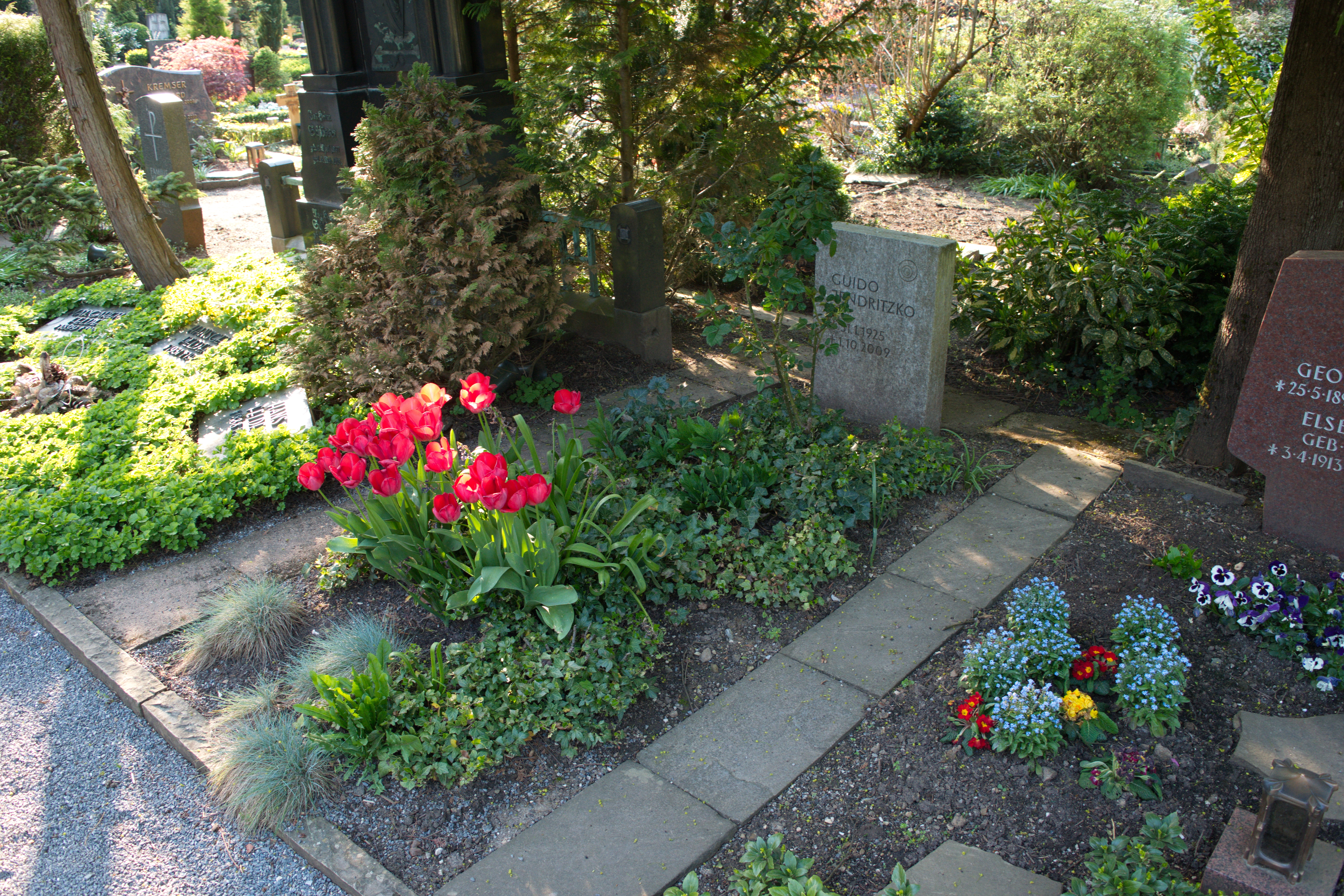
Grab Guido Jendritzkos